# Хто убив Бембі?
«Хто убив Бембі?» (фр. Qui a tué Bambi ?) — французький фільм-трилер 2003 року, перший повнометражний проект режисера Жиля Маршаня. Фільм брав участь у позаконкурсній програмі 56-го Каннському кінофестивалю у 2003 році.

## Синопсис
Ізабель (Софі Квінтон), молода приваблива студентка-медик, стажуєтся у відділенні хірургії, де працює її кузина. Вночі в закутні великої лікарні вона зустрічає доктора Філіпа (Лоран Люка). Його холоднокровність і упевненість в собі зачаровують і заворожують наївну дівчину. Відчувши сильне запаморочення, Ізабель непритомніє перед доктором за що той дає їй прізвисько Бембі. День за днем нездужання повторюються, і наставник, який проводить у лікарні дні і ночі, все більш й більш інтригує Ізабель, нав'язливо цікавлячись її недугою. Ізабель не здогадується, що ночами чарівний Філіп повертається до лікарні і потайки «відвідує» молодих безпорадних пацієнток. Але навіщо? І чому вночі? Зникнення однієї з хворих примушує Ізабель замислитися. Яке відношення до загадкових подій у лікарні і до її запаморочення має її новий знайомий?

## В ролях
| Софі Квінтон    | ···· | Ізабель / «Бембі» |
| Лоран Люка      | ···· | доктор Філіп      |
| Катрін Жакоб    | ···· | Вероніка          |
| Ясмін Бельмаді  | ···· | Семі              |
| Мішель Моретті  | ···· | пані Машон        |
| Валері Донзеллі | ···· | Наталі            |
| Жан-Клод Же     | ···· | сивий хірург      |
| Аладін Райбель  | ···· | анастезист        |
| Т'єррі Боск     | ···· | головний менеджер |
| Лусія Санчес    | ···· | медсестра-іспанка |
| Філі Кейта      | ···· | Маріон            |
| Софі Медіна     | ···· | Кароль            |

## Визнання
| Нагороди та номінації фільму «Хто убив Бембі?» | Нагороди та номінації фільму «Хто убив Бембі?»   | Нагороди та номінації фільму «Хто убив Бембі?» | Нагороди та номінації фільму «Хто убив Бембі?» | Нагороди та номінації фільму «Хто убив Бембі?» | Нагороди та номінації фільму «Хто убив Бембі?» |
| Рік                                            | Нагорода                                         | Категорія                                      | Номінант                                       | Результат                                      |                                                |
| ---------------------------------------------- | ------------------------------------------------ | ---------------------------------------------- | ---------------------------------------------- | ---------------------------------------------- | ---------------------------------------------- |
| 2003                                           | Каталонський міжнародний кінофестиваль у Сітжесі | Найкращий фільм                                | Жиль Маршан                                    | Номінація                                      |                                                |
| 2004                                           | Премія «Сезар»                                   | Найкращий дебютний фільм                       | Хто убив Бембі?                                | Номінація                                      |                                                |
| 2004                                           | Премія «Сезар»                                   | Найперспективніша акторка                      | Софі Квінтон                                   | Номінація                                      |                                                |